# Nueva Groenlandia del Sur
Nueva Groenlandia del Sur, a veces conocida como Tierra de Morrell, es una tierra fantasma que dijo haber avistado el explorador estadounidense Benjamin Morrell, capitán de la goleta Wasp, en marzo de 1823 durante un viaje de exploración y para cazar focas por la zona del mar de Weddell en la Antártida. En su libro A Narrative of Four Voyages (El relato de cuatro viajes), escrito nueve años más tarde, Morrell da las coordenadas exactas y una descripción aproximada de una zona costera a lo largo de la que afirmaba haber navegado más de 480 km.
En la época del viaje de Morrell, las costas del mar de Weddell, entonces aún sin nombre, y sus alrededores, estaban por descubrir casi en su totalidad, lo que daba verosimilitud al avistamiento reivindicado por Morrell. Sin embargo, Morrell tenía reputación de fabulador, y en los datos que aportó en el relato de su viaje había claros errores, lo que dañó su credibilidad y levantó sospechas sobre la veracidad de sus informaciones geográficas. Debido a que la zona del mar de Weddell había sido tan escasamente visitada, la navegación era muy dificultosa por la falta de información sobre las condiciones del hielo marino. La supuesta tierra nunca fue debidamente investigada hasta la comprobación de su inexistencia realizada durante las expediciones antárticas de principios del siglo XX. En junio de 1912 el explorador alemán Wilhelm Filchner buscó esa tierra pero no encontró rastro alguno de ella. Su barco, el Deutschland, tras quedar atrapado en la banquisa, fue llevado a la deriva hasta el lugar donde Morrell dijo haber avistado esa tierra. Un sondeo reveló que en esa zona la profundidad del mar era de unos 1.500 metros, lo que significaba que no podía haber tierra en las proximidades. Tres años más tarde, Ernest Shackleton también quedó atrapado por el hielo en la misma zona con su barco, el Endurance, y pudo verificar que la tierra avistada por Morrell no existía.
Se han propuesto varias explicaciones para el error de Morrell, incluyendo el engaño intencionado. Sin embargo, Morrell describe sucintamente su descubrimiento y de una forma muy prosaica, lo que evidencia que no buscaba la gloria ni su crédito personal. En su relato atribuye el mérito a su compañero en la caza de focas, el capitán Robert Johnson, por haber descubierto y bautizado esa tierra dos años antes. Morrell pudo haber actuado honestamente y haber caído en un error de cálculo de la posición de su barco, o haber tenido un fallo de memoria al escribir los detalles de su relato nueve años después. Otra posibilidad es que hubiese confundido los distantes icebergs con una costa, o bien que hubiese sufrido los efectos de uno de los espejismos distorsionadores que se dan en la zona de la Antártida. En 1843, el distinguido explorador naval británico James Clark Ross, informó sobre el avistamiento de tierra en una posición próxima a la dada por Morrell, esta tierra, también se demostró después que no existía.

## Viaje delWasp, 1822-1823

### Primera fase, junio de 1822 a marzo de 1823
A principios del siglo XIX la geografía de la Antártida era casi completamente desconocida, a pesar de haberse realizado ocasionales avistamientos de tierra. En 1822, Benjamín Morrell, que había navegado a las Islas Sandwich del Sur el año anterior, fue nombrado comandante de la goleta Wasp para realizar una travesía de dos años cuyo objetivo era comerciar, cazar focas y explorar la zona del océano Antártico y el sur del océano Pacífico. Entre los objetivos que se le marcaron, además del de cazar focas, se le dieron también, como él dijo "poderes discrecionales para realizar nuevos descubrimientos". Se propuso utilizar esa discrecionalidad para explorar los mares de la Antártida y "y para determinar si era viable navegar hasta el Polo Sur". Este sería el primero de los cuatro viajes largos que realizó Morrell durante los siguientes ocho años, aunque no volvería a la Antártida después de este primer viaje.

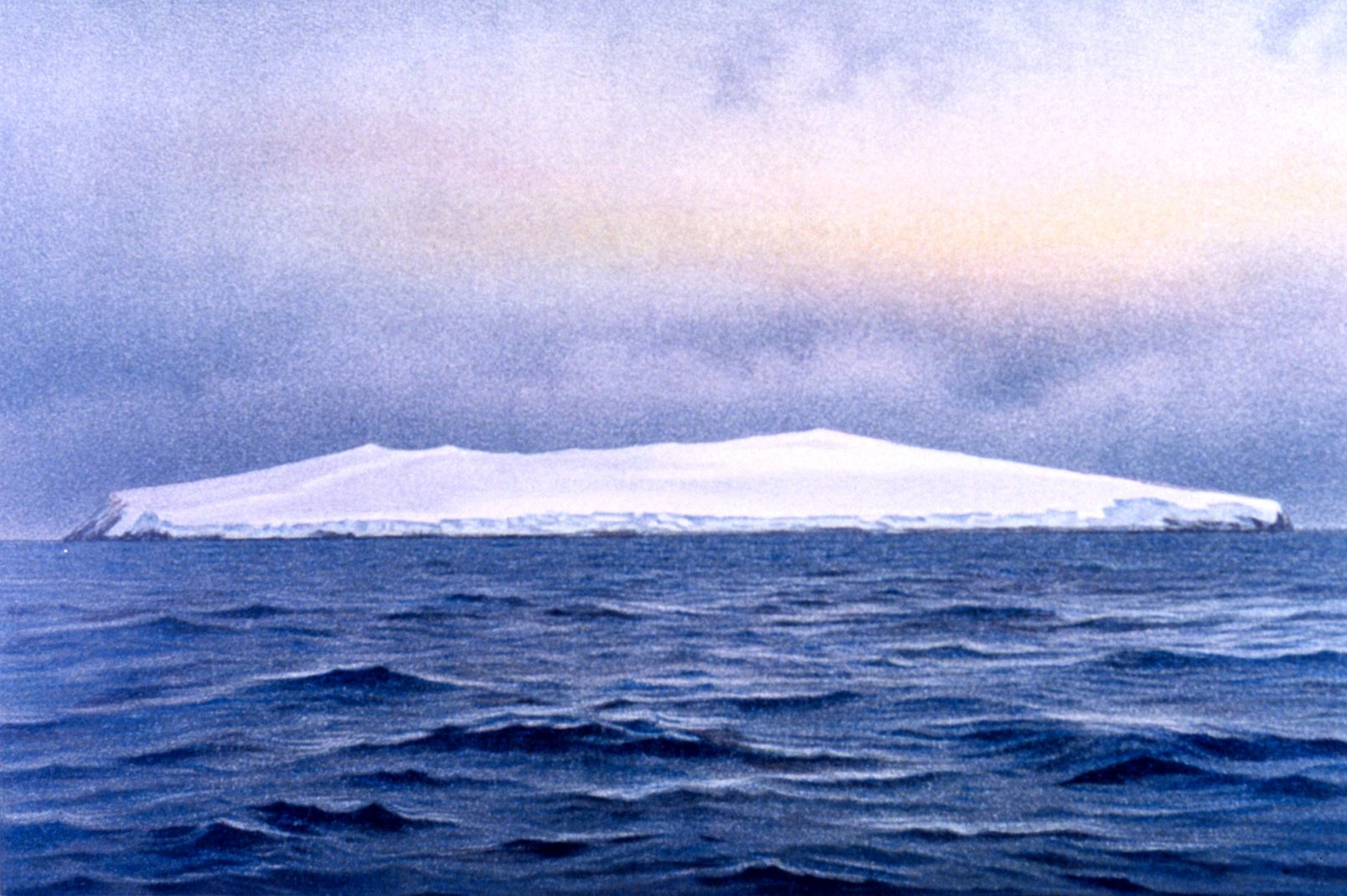
Isla Bouvet, avistada el 6 de diciembre de 1822.

El Wasp zarpó de Nueva York el 22 de junio de 1822 rumbo al sur. Llegaron a las islas Malvinas a finales de octubre, y tras abandonar las islas, Morrell pasó 16 días en búsquedas infructuosas de las que luego creyeron inexistentes islas Aurora, tras la búsqueda partió hacia Georgia del Sur, donde el barco ancló el 20 de noviembre. Morrell erró en los cálculos sobre la posición del lugar donde anclaron, pues dio una posición en mar abierto a 97 km al suroeste de la costa de la isla. El Wasp, posteriormente, navegó hacia el este para ir a la caza de focas, y según Morrell llegaron hasta la remota isla Bouvet el 6 de diciembre. El historiador antártico W.J. Mills pone en duda este hecho llegando a afirmar que Morrell localizó la isla con "improbable facilidad". La descripción que Morrell dio sobre la isla y sus características es, en palabras de Mills, "no fiable", ya que no menciona la característica más singular y llamativa de la isla, el estar cubierta permanentemente por una capa de hielo. A continuación, trató de seguir rumbo sur, pero la capa de hielo con la que se encontró era demasiado gruesa a los 60ºS, por lo que puso rumbo noreste hacia las islas Kerguelen, donde anclaron el 31 de diciembre.